# 紀元前838年
紀元前838年（きげんぜん838ねん）は、西暦による年。

## 他の紀年法
- 干支 : 癸亥
- 中国
  - 周 - 共和4年
  - 魯 - 真公18年
  - 斉 - 武公13年
  - 晋 - 釐侯3年
  - 秦 - 秦仲7年
  - 楚 - 熊勇10年
  - 宋 - 釐公21年
  - 衛 - 釐侯17年
  - 陳 - 幽公17年
  - 蔡 - 武侯26年
  - 曹 - 夷伯27年
  - 燕 - 恵侯27年
- 朝鮮
  - 檀紀1496年
- ユダヤ暦 : 2923年 - 2924年
- アッシリア暦 : 3913年
- 人類紀元 : 9163年